# El Guinardó
El Guinardó és un barri del districte d'Horta-Guinardó de la ciutat de Barcelona. Té una superfície de 1,31 km², i el 2017 va tenir una població de 36.467 persones.

## Història
S'ubica dins els antics municipis de Sant Andreu de Palomar i Sant Martí de Provençals, als límits que aquest tenia amb l'antic poble d'Horta i la vila de Gràcia, als vessants orientals de la Muntanya Pelada. Fins a les darreres dècades del segle xix, els terrenys en els quals ara se situa eren camps de conreu, pedreres (el sector actual de Can Baró), pasturatges i masos. Entre aquests, es trobava el Mas Guinardó, que va donar nom al barri.

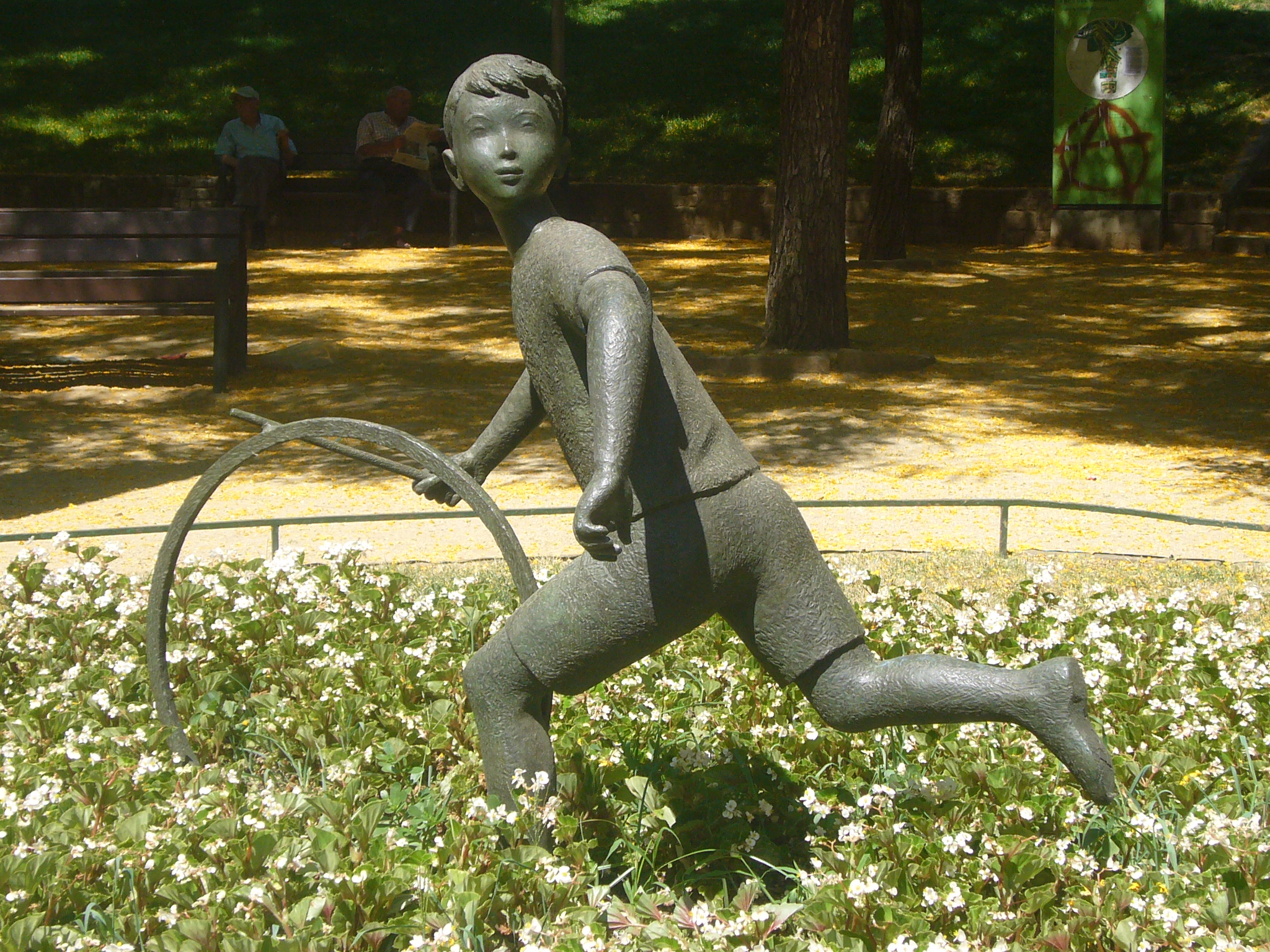
El Nen de la Rutlla, a la plaça del mateix nom, considerat símbol del Guinardó

Les primeres urbanitzacions a les terres del Mas Guinardó i del Mas Viladomat van tenir lloc el 1896. El 1906, el Mas Guinardó (o Can Guinardó), que segons diu la tradició fou habitat al segle xvii per Joan d'Àustria i fou on hi rebé els consellers de Barcelona el 1652. També fou la residència de James Fitz James, el Duc de Berwick, comandant en cap de les tropes franceses i espanyoles durant el setge a la ciutat de Barcelona al llarg de la part final de la Guerra de Successió i l'assalt en la jornada de l'11 de setembre de 1714, ja que la seva privilegiada posició li permetia tenir una visió pràcticament total del Pla de Barcelona. Al llarg del segle xix esdevingué seu de l'entitat cultural i recreativa més representativa del barri.
El Guinardó als anys trenta era ja habitat per moltes famílies de classe mitjana amb l'estructura típica de la caseta i l'hortet. Fins a la dècada del cinquanta, com els altres barris de la vall d'Horta, continuà essent un barri de pagesos, menestrals, grangers, estiuejants i rendistes. Poc després, la situació privilegiada del barri el convertí en objectiu preferent d'especulació i la febre de la construcció canvià tota la fesomia del barri. Una mostra d'aquesta transformació és la Parròquia del Crist Redemptor, creada als anys 30 però ampliada molt considerablement dècades més tard.
Als anys seixanta, la gran quantitat d'edificació amb blocs de pisos va elevar extraordinàriament la densitat de la zona i va facilitar l'arribada de la immigració, deixant relativament pocs espais verds. Les principals àrees verdes es concentren al parc del Guinardó, amb jardins projectats per Forestier (1916) i Nicolau Rubió i Tudurí (1920), al parc de les Aigües, entre el carrer de les Camèlies i la Ronda del Guinardó, i a algunes petites places com la de Maragall, la Catalana o els jardins de Federica Montseny.
El Guinardó continua essent un barri sense indústries i manté un cert to residencial. Hi havia viscut gent d'una certa popularitat, com el líder anarquista Federico Urales (Joan Montseny). El 1923 es crea l'escola municipal Parc del Guinardó. Després de la Guerra Civil espanyola (1936-39) s'hi instal·laren moltes escoles privades i prestigioses escoles municipals com l'Escola del Bosc, regentada per Dolors Palau, deixebla de Rosa Sensat. El 1966 es funda una escola d'educació especial, de la mà de Mn. Francesc de Paula Sardà i Pujadas, rector de la parròquia, que porta per nom Escola parroquial especial Mare de Déu de Montserrat.
Són vies importants la ronda del Guinardó, l'avinguda de la Mare de Déu de Montserrat (oberta el 1913), que comunica amb Gràcia i el passeig de Maragall (1911), límit amb Sant Andreu de Palomar.

## Vida associativa
Abans del 1939 hi havia diverses entitats relacionades amb els partits i les tendències polítiques i l'Ateneu Català del Guinardó. En la postguerra sorgiren el Cercle Catòlic, centre d'escoltisme, els Joves Amics del Guinardó, el Casal Calassanç, el Grup Torxa, el Centre de Cultura de Joan Maragall, el Centre de Cultura Popular Montserrat o la Cooperativa Cultural Rocaguinarda.
Actualment, hi ha una entitat que aglutina moltes d'altres que és la Coordinadora d'entitats del Guinardó. El Centre Cívic del Guinardó fou el primer equipament d'aquestes característiques que va obrir les portes a Barcelona (1982).

## Entitats[calcitació]
- XERRAC. Taller d'Expressió (Escola d'Art)
- CAL. Guinardó (Coordinadora d'Associacions per la Llengua)
- XERRAC. Arts Plàstiques festes i tradicions (Entitat Cultural dedicada a dinamització cultural i promoció de les tradicions populars)
- GUINARDÓ EN FESTA. (Comissió de Festes)
- GEGANTERS DEL GUINARDÓ. (Colla gegantera del barri)
- ASSOCIACIÓ NOU HORITZÓ (Entitat Declarada d'Utilitat Pública)
- COORDINADORA D'ENTITATS DEL GUINARDÓ (Entitat que n'agrupa una trentena del barri)
- ESPLAI TORXA (Entitat de lleure considerada una de les millors del districte)